# Bóng rổ tại Đại hội Thể thao Đông Nam Á 1977
Bóng rổ tại Đại hội Thể thao Đông Nam Á năm 1977 diễn ra từ 21 đến 25 tháng 11 năm 1977 tại Stadium Negara, Kuala Lumpur, Malaysia. Cả nội dung đồng đội nam và đồng đội nữ đều thi đấu theo thể thức vòng tròn một lượt, đội có thành tích tốt nhất sẽ giành huy chương vàng, đội nhì giành bạc và đội ba giành đồng.
Ở nội dung nam, Philippines tiếp tục khẳng định vị thế dẫn đầu khi giành huy chương vàng, Malaysia về nhì với huy chương bạc, và Thái Lan giành huy chương đồng. Giải thu hút 5 đội bóng khu vực như Philippines, Malaysia và Thái Lan tham gia tranh tài .
Ở nội dung nữ, Malaysia giành chức vô địch với huy chương vàng, tiếp theo là Thái Lan với huy chương bạc và Singapore với huy chương đồng . Đây là lần đầu SEA Games tổ chức nội dung bóng rổ nữ với sự tham dự của 4 đội, đánh dấu bước phát triển mới cho môn bóng rổ nữ trong khu vực.

## Định dạng thi đấu
Cả giải đấu nam và nữ đều thi đấu theo thể thức vòng tròn một lượt, trong đó đội đứng đầu bảng xếp hạng sau khi kết thúc lượt đấu sẽ giành huy chương vàng, hai đội xếp tiếp theo lần lượt nhận huy chương bạc và huy chương đồng.

## Giải đấu nam

### Quốc gia tham dự
- Indonesia
- Malaysia
- Philippines (Anthony Dasalla, Bernardo Carpio, Jaime Javier, Eleazar Capacio, Jaime Manansala, Renato Lobo, Ramon Cruz, Angelito Ladores, Matthew Gaston, Alex Clarino, Joseph Herrera and Paul Velasco) Head Coach: Honesto Mayoralgo
- Singapore
- Thái Lan

### Kết quả
| VT | Đội          | ST | T | B | ĐT  | ĐB  | HS  | Đ | Kết quả chung cuộc |
| -- | ------------ | -- | - | - | --- | --- | --- | - | ------------------ |
| 1  | Philippines  | 3  | 2 | 1 | 293 | 237 | +56 | 5 | Huy chương vàngl   |
| 2  | Malaysia (H) | 3  | 2 | 1 | 301 | 277 | +24 | 5 | Huy chương bạc     |
| 3  | Thái Lan     | 3  | 2 | 1 | 257 | 269 | −12 | 5 | Huy chương đồng    |
| 4  | Singapore    | 3  | 0 | 3 | 226 | 294 | −68 | 3 |                    |
| 5  | Indonesia    | 0  | 0 | 0 | 0   | 0   | 0   | 0 |                    |

| 21 tháng 11 năm 1977 |  | Thái Lan | vs. | Indonesia |  | Stadium Negara, Kuala Lumpur |

| 21 November 1977 21:00 |  | Malaysia | 101–79 | Singapore |  | Stadium Negara, Kuala Lumpur |

| 22 tháng 11 năm 1977 15:30 | Report | Singapore                    | 69–105 | Philippines |  | Stadium Negara, Kuala Lumpur |
| 22 tháng 11 năm 1977 15:30 | Report | Điểm giữa hiệp: 50–34, 34–39 |        |             |  | Stadium Negara, Kuala Lumpur |

| 22 tháng 11 năm 1977 17:00 | Kết quả | Malaysia                             | 99–102 | Thái Lan | OT | Stadium Negara, Kuala Lumpur |
| 22 tháng 11 năm 1977 17:00 | Kết quả | Điểm giữa hiệp: 40–45, 59–54 OT: 0–3 |        |          | OT | Stadium Negara, Kuala Lumpur |

| 23 tháng 11 năm 1977 17:00 | Kết quả | Thái Lan | 67–92 | Philippines |  | Stadium Negara, Kuala Lumpur |

| 25 tháng 11 năm 1977 16:30 |  | Singapore | 78–88 | Thái Lan |  | Stadium Negara, Kuala Lumpur |

| 25 tháng 11 năm 1977 21:00 |  | Philippines | 96–101 | Malaysia |  | Stadium Negara, Kuala Lumpur |

|  |  | Indonesia | vs. | Malaysia |  | Stadium Negara, Kuala Lumpur |

|  |  | Indonesia | vs. | Singapore |  | Stadium Negara, Kuala Lumpur |

|  |  | Philippines | vs. | Indonesia |  | Stadium Negara, Kuala Lumpur |

## Giải đấu nữ

### Quốc gia tham dự
- Indonesia
- Malaysia
- Singapore
- Thái Lan

### Kết quả
| VT | Đội          | ST | T | B | ĐT  | ĐB  | HS  | Đ | Kết quả chung cuộc |
| -- | ------------ | -- | - | - | --- | --- | --- | - | ------------------ |
| 1  | Malaysia (H) | 3  | 3 | 0 | 251 | 196 | +55 | 6 | Huy chương vàng    |
| 2  | Thái Lan     | 3  | 2 | 1 | 231 | 214 | +17 | 5 | Huy chương bạc     |
| 3  | Singapore    | 3  | 1 | 2 | 161 | 185 | −24 | 4 | Huy chương đồng    |
| 4  | Indonesia    | 3  | 0 | 3 | 172 | 220 | −48 | 3 |                    |

| 21 tháng 11 năm 1977 19:30 | Kết quả | Malaysia                     | 84–73 | Indonesia |  | Stadium Negara, Kuala Lumpur |
| 21 tháng 11 năm 1977 19:30 | Kết quả | Điểm giữa hiệp: 50–34, 34–39 |       |           |  | Stadium Negara, Kuala Lumpur |

| 22 tháng 11 năm 1977 14:00 | Report Kết quả | Thái Lan                     | 71–62 | Singapore |  | Stadium Negara, Kuala Lumpur |
| 22 tháng 11 năm 1977 14:00 | Report Kết quả | Điểm giữa hiệp: 37–31, 34–31 |       |           |  | Stadium Negara, Kuala Lumpur |

| 23 tháng 11 năm 1977 14:00 | Kết quả | Thái Lan | 86–61 | Indonesia |  | Stadium Negara, Kuala Lumpur |

| 23 tháng 11 năm 1977 15:30 | Report Kết quả | Malaysia | 76–49 | Singapore |  | Stadium Negara, Kuala Lumpur |

| 25 tháng 11 năm 1977 15:00 | Kết quả | Singapore | 50–38 | Indonesia |  | Stadium Negara, Kuala Lumpur |

| 25 tháng 11 năm 1977 19:30 | Kết quả | Malaysia | 91–74 | Thái Lan |  | Stadium Negara, Kuala Lumpur |

## Bảng huy chương
| Hạng               | Đoàn               | Vàng | Bạc | Đồng | Tổng số |
| ------------------ | ------------------ | ---- | --- | ---- | ------- |
| 1                  | Malaysia           | 1    | 1   | 0    | 2       |
| 2                  | Philippines        | 1    | 0   | 0    | 1       |
| 3                  | Thái Lan           | 0    | 1   | 1    | 2       |
| 4                  | Singapore          | 0    | 0   | 1    | 1       |
| 5                  | Indonesia          | 0    | 0   | 0    | 0       |
| Tổng số (5 đơn vị) | Tổng số (5 đơn vị) | 2    | 2   | 2    | 6       |